# مزرعه مطلوبی
مزرعه مطلوبی یک منطقهٔ مسکونی در ایران است که در دهستان مسافرآباد واقع شده‌است. مزرعه مطلوبی ۴۶ نفر جمعیت دارد.